# The Edge of Destruction
The Edge of Destruction (→파탄의 끝)는 영국의 SF 드라마 닥터 후의 세번째 시리얼로 1964년 2월 8일~2월 15일 총 2화 구성으로 BBC TV에서 처음 방송되었다. 데이비드 휘태커가 각본을 맡았으며, 감독의 경우 제1화는 리처드 마틴이, 제2화는 프랭크 콕스가 맡았다. 이번 편의 줄거리는 닥터 (윌리엄 하트넬 분)와 손녀 수잔 (캐럴 앤 포드 분), 수잔의 선생님 이안 체스터턴 (윌리엄 러셀 분)과 바바라 라이트 (재클린 힐 분)가 닥터의 시공간 이동장치인 타디스에 타고 있다가 외부 세력에 잠식되었다는 설정을 담고 있다. 그 영향으로 네 사람은 이상한 행동을 하고, 서로 적대심을 보이기에 이른다.
이 시리얼은 본래 닥터후의 방송 편성 기간이 13주로 예정됨에 따라, 그 이후로 승인이 연장되지 않을 경우를 대비하기 위한 '땜빵용' (filler) 에피소드로 기획되었다. 작가를 맡은 휘태커는 드라마의 기반을 쌓는 몇 주 동안 개발한 아이디어를 바탕으로 이틀 만에 대본을 완성하였다. 집필 당시 타디스의 면모 뿐만 아니라 각각의 캐릭터를 더 깊이 탐구하고자 하였다. 원래 감독에는 패디 러셀이 배정되었으나 다른 작품의 감독 제의 건으로 드라마 제작에서 하차함에 따라 두 사람이 나누어 맡게 되었다. 첫방송 당시 시청자수 통계는 약 1000만 명으로 전편의 인기를 그대로 유지하였으며, 평론가들 사이에서도 전반적으로 긍정적인 반응을 받았다. 다만 BBC 프로그램 위원회에서 작중 수잔이 가위를 무기로 쓰는 장면이 관련 규정을 위반했다며 우려를 표명하기도 하였다. 첫방송 이후 소설판과 비디오, DVD 등이 별도로 출시되었다.

## 줄거리
1대 닥터 (윌리엄 하트넬 분)가 타디스의 네비게이션 회로를 바로잡으려다가 작은 폭발을 일으킨다. 그 순간 닥터와 바바라 라이트 (재클린 힐 분), 이언 체스터턴 (윌리엄 러셀 분), 수잔 포어맨 (캐럴 앤 포드 분)가 모두 일시적으로 의식을 잃게 된다. 정신을 차린 이언과 수전은 서로를 못 알아보는 가벼운 기억 상실증을 앓으면서 이상한 행동을 취하기 시작한다. 이언과 바바라, 수잔은 서로의 속내를 의심하기 시작하고, 닥터도 이언과 바바라가 방해 공작을 벌였다고 화를 낸다. 지금 두 사람이 어떤 외계 세력에 잠식되었거나, 자신더러 1963년으로 돌아가도록 강요하기 위해 일부러 타디스를 사보타주했을까 두려워한 것이었다. 급기야 닥터는 음료에 약을 타서 이언과 바바라에게 건네지만, 이언 역시 닥터를 잔뜩 의심하며 음료를 마시지 않은 사실은 미처 몰랐다. 닥터는 다른 사람의 간섭 없이 이 상황의 원인을 탐구하기에 나선다.
이후 지금의 상황이 타디스가 탑승객에게 뭔가 잘못되었음을 경고하기 위해 벌어졌다는 사실이 조금씩 드러난다. 닥터는 바바라가 수집한 단서로 타디스 콘솔의 조속 귀환 스위치 (Fast Return Switch)에 달린 스프링이 부러져 있는 것을 발견한다. 이 스프링으로 인한 오작동으로 타디스가 시간의 시초로 귀환하게 되었고, 일련의 이상한 상황들은 타디스가 파괴되기 전에 탑승객에게 경고를 하려는 시도였음이 밝혀진다. 닥터가 스위치를 고치자 모든 것이 정상으로 돌아온다. 목숨은 건졌지만 바바라는 이전에 닥터가 했던 말에 여전히 상처받고 있었다. 닥터는 바바라와 이언에게 본인이 틀렸음을 인정하고 사과한다. 이후 눈 덮인 풍경에서 실체화되는 타디스, 그 속에서 나온 수잔이 거대한 발자국을 발견하는 것으로 마무리된다.

## 제작

### 구상과 각본
닥터 후의 첫 방송을 한 달여 앞둔 1963년 10월 16일, BBC TV의 프로그램 편성국장 도널드 베이버스토크는 닥터 후의 편성 분량이 현재 시점으로는 총 13화로 확인되고 있다며 그 이유는 예산 관련 문제라고 밝혔다. 이 시점에서 이미 여러 편의 시리얼이 기획되고 있었는데 보다 구체적으로는 <Doctor Who and the Tribe of Gum> (닥터 후와 검족, 4부작), <The Mutants> (돌연변이, 7부작), <A Journey to Cathay> (케세이로의 여정, 7부작)으로 나뉘었다. 세번째 시리얼을 방영하던 중에 드라마가 종영되는 경우가 없도록, 2화 구성의 '땜빵용' (filler) 시리얼을 기획한 것이 바로 <The Edge of Destruction>이다. 1963년 11월 1일에는 각본에 데이비드 휘태커, 감독에 패디 러셀이 배정되었다. 제작 예산이나 자원이 별도로 배정되지는 못했기에, 데이비드 휘태커는 이번 시리얼을 타디스의 면모를 탐구하는 캐릭터 중심의 이야기를 개발할 기회로 보고 몇 주 동안 아이디어를 구상하였다.
휘태커는 이틀 만에 대본을 모두 완성하였는데 집필 과정이 "다소 악몽 같았다"고 회고했다. 유령 이야기와 유령의 집으로 인한 결과를 그려냈으며, 프로듀서 베리티 램버트는 캐릭터 간의 갈등으로 인해 시청자를 사로잡을 수 있겠다고 느꼈다. 휘태커는 스크립트에디터도 담당하였으나 영국 작가협회와의 충돌을 피하기 위해 각본가로만 크레딧에 이름을 올리고 스크립트에디터는 생략하였다. 이전 시리얼인 <The Daleks>가 제작과정상의 문제로 <The Edge of Destruction>의 촬영도 일주일 연기되었는데, 본래 감독을 맡기로 했던 패디 러셀은 다른 작품 촬영 약속으로 현장을 떠났다. 이에 보조프로듀서 머빈 핀필드가 임시 감독으로 대체되었고, 이후 막내감독 리처드 마틴이 감독직을 이어받았다. 다만 리처드 마틴 역시 제2화 촬영에 참여할 수 없게 되어 프랭크 콕스가 감독으로 나섰다. 이번 편의 제작을 위해 레이먼드 쿠식이 타디스의 또다른 방을 디자인하였고, BBC 라디오포닉 워크샵의 브라이언 호지슨이 사운드를 맡았으며, 음악은 예산 제약으로 인해 자료실 디스크로 보관된 여러 가지 샘플용 배경음악을 골라 삽입하였다.

### 촬영
제1화의 리허설은 1964년 1월 13일에 시작되었으며 1월 17일 라임그로브 스튜디오의 D녹화실에서 촬영이 이루어졌다. 닥터 역의 윌리엄 하트넬은 처음에는 대사 수가 많다며 각본에 대해 불만을 드러냈고, 수잔 역의 캐럴 앤 포드 역시 등장인물들이 이유 없이 화를 내는 점에 회의적인 생각이었다. 반대로 바바라 역의 재클린 힐과 이언 역의 윌리엄 러셀은 본인들의 캐릭터를 더 깊이 탐구할 수 있는 기회라며 높이 평가했다. 제2화의 리허설은 1월 20일부터 23일까지 진행되었으며 촬영은 1월 24일에 이루어졌다. 이번 시리얼의 제작비는 총 1,480파운드로 지난 시리얼들의 1화 제작예산이 2,500파운드였던 것에 비해 훨씬 적었다.
작중 타디스 콘솔의 '조속 귀환 스위치'에 마카로 쓴 이름표가 붙어 있는 모습이 나오는데, 디자이너를 맡은 레이먼드 쿠식은 리허설 중에 안내표식으로 붙인 것으로 짐작하였고, 프로듀서 베리티 램버트는 윌리엄 하트넬이 스위치를 잘 찾을 수 있도록 만들어 붙인 것 같다고 하였으나, 두 사람 모두 의도된 연출은 아니라는 점에 동의하였다. 수잔 역의 캐럴 앤 포드는 자신과 하트넬이 리허설 중에 타디스 콘솔에 이름표를 붙였으며 본 제작에 들어가기 전에 제거되지 않을까란 생각을 했었다고 밝혔다.

## 평가

### 방송과 시청률
| 에피소드 | 제목                      | 러닝타임 | 본 방송 날짜    | 시청자 수 (100만) | 시청 지수 |
| -------- | ------------------------- | -------- | --------------- | ----------------- | --------- |
| 1        | "The Edge of Destruction" | 25:04    | 1964년 2월 8일  | 10.4              | 61        |
| 2        | "The Brink of Disaster"   | 22:11    | 1964년 2월 15일 | 9.9               | 60        |

제1화는 1964년 2월 8일 BBC TV에서 방송되었으며, 이전화보다 높은 수준인 1,040만 명의 시청자를 끌어모은 것으로 집계됐다. 제2화는 2월 15일에 방송되었으며 시청자수는 990만 명을 기록해 약간 낮은 시청률을 기록하였다. 두 에피소드의 시청지수는 각각 61점, 60점으로 시청자들의 반응은 긍정적인 편이었다.
1964년 2월 BBC 프로그램 평가위원회 정기 회의에서 텔레비전 프로그램 담당자인 스튜어트 후드는 이번 시리얼의 내용 가운데 수잔이 가위를 무기로 쓰는 시퀀스가 "프로그램 관련 폭력 규정을 위반했다"는 의견을 표명했다. 이에 대해 배리티 램버트가 사과문을 발표하였다.

### 평론가들의 반응
1995년 <The Discontinuity Guide>에서 폴 코넬, 마틴 데이, 키스 토핑은 이 이야기가 "줄거리의 희생으로 중심 인물을 구체화하는 데 성공했다"는 평으로 소개하고 있다. 1998년 <The Television Companion>에서 데이비드 J. 호와 스티븐 제임스 워커는 제2화가 제1화보다 우수하다고 생각하였으며, 시리얼의 제작 계기가 '땜빵용'이었음을 감안하면 "놀라울 정도로 잘 해냈다"고 평가했다. 1999년 <A Critical History of Doctor Who>에서 존 케네스 미어도 캐릭터 관계를 탐구했다는 점에서 훌륭하지만, 윌리엄 러셀과 재클린 힐의 하차 이후로는 사라지게 되었다고 소개하였다.
2008년 라디오 타임스의 패트릭 멀컨은 리뷰글을 통해 휘태커가 "대사와 캐릭터성, 분위기의 대가"라고 칭찬하였으나 '조속 귀환 스위치'를 설명하는 부분에서 알 수 있듯이 줄거리상의 논리로 어려움을 겪은 것이 아니냐고 평가하였다. 그럼에도 불구하고 타디스의 동행자들이 친구가 되기 시작했다는 점에서 결말부가 "매력 있다"고 밝혔다. DVD 토크의 존 시넛은 <The Edge of Destruction>이 닥터후 최초의 시리얼 세 가지 가운데 가장 별로였다고 느꼈으며, 이전의 두 이야기처럼 "좋은 순간"이 있었으나 "전반적으로 잘 어울리지는 않는다"고 평가했다. 이야기의 전개 속도도 "서두르다"는 느낌이 들었고 문제 해결방식 역시 "책임 회피"식이라고 밝혔다.
Io9의 찰리 제인 앤더슨은 클래식 시즌의 입문작으로 이 편을 추천하면서, "빠르게 강타하며 ... 여전히 예전만큼 강렬하다"고 해설했다.

## 미디어 믹스

### 소설판
이 시리얼의 소설판이 1988년 5월 영국에서 양장본으로 출간되었는데, 각색은 나이절 로빈슨, 표지 그림은 알리스터 피어슨이 맡았다. 1988년 10월 20일에는 타깃 북스에서 단행본을 내놨다. 원래 시리얼의 작가를 맡은 데이비드 휘태커가 소설화가 이뤄지기 전에 사망한 관계로, 소설 속의 이야기는 상당히 확장된 구성을 취하고 있다. 2010년 8월 31일에는 해당 소설의 낭독본이 BBC 오디오북을 통해 CD로 출시되었으며 윌리엄 러셀이 내레이션을 맡았다.

### 비디오와 DVD
1991년 6월 제2화 방영분의 아랍어 더빙판 일부가 <Doctor Who: The Hartnell Years>에 수록되었는데 이것이 첫 비디오 출시였다. 이후 2000년 5월 전체 방영분이 비디오로 출시되었으며 <An Unearthly Child>의 파일럿 에피소드도 함께 수록되었다. 2006년 1월 30일에는 <An Unearthly Child>, <The Daleks>와 함께 <Doctor Who: The Beginning>이란 DVD로 처음 출시되었다.

## 관련 문헌
- Ainsworth, John, 편집. (2016). “Inside the Spaceship, Marco Polo, The Keys of Marinus and The Aztecs”. 《Doctor Who: The Complete History》 (London: Panini Comics, Hachette Partworks) 2 (32). ISSN 2057-6048.
- Cornell, Paul; Day, Martin; Topping, Keith (1995). 《The Discontinuity Guide》. London: Virgin Books. ISBN 0-426-20442-5.
- Howe, David J.; Walker, Stephen James (1998). 《Doctor Who: The Television Companion: Volume 1》 2021판. London: BBC Books. ISBN 978-1-845-83156-1.
- Muir, John Kenneth (1999). 《A Critical History of Doctor Who on Television》. Jefferson, North Carolina: McFarland & Company. ISBN 978-0-786-40442-1.